# چشم‌سفید بونین
چشم‌سفید بونین (نام علمی: Apalopteron familiare) نام یک گونه از تیره چشم‌سفید است.